# Pietro da Nonantola
Pietro da Nonantola, conosciuto anche come Petrus abbas Nonantolensis o Nonantulanis (fl. 804-824), è stato un abate italiano.

## Biografia

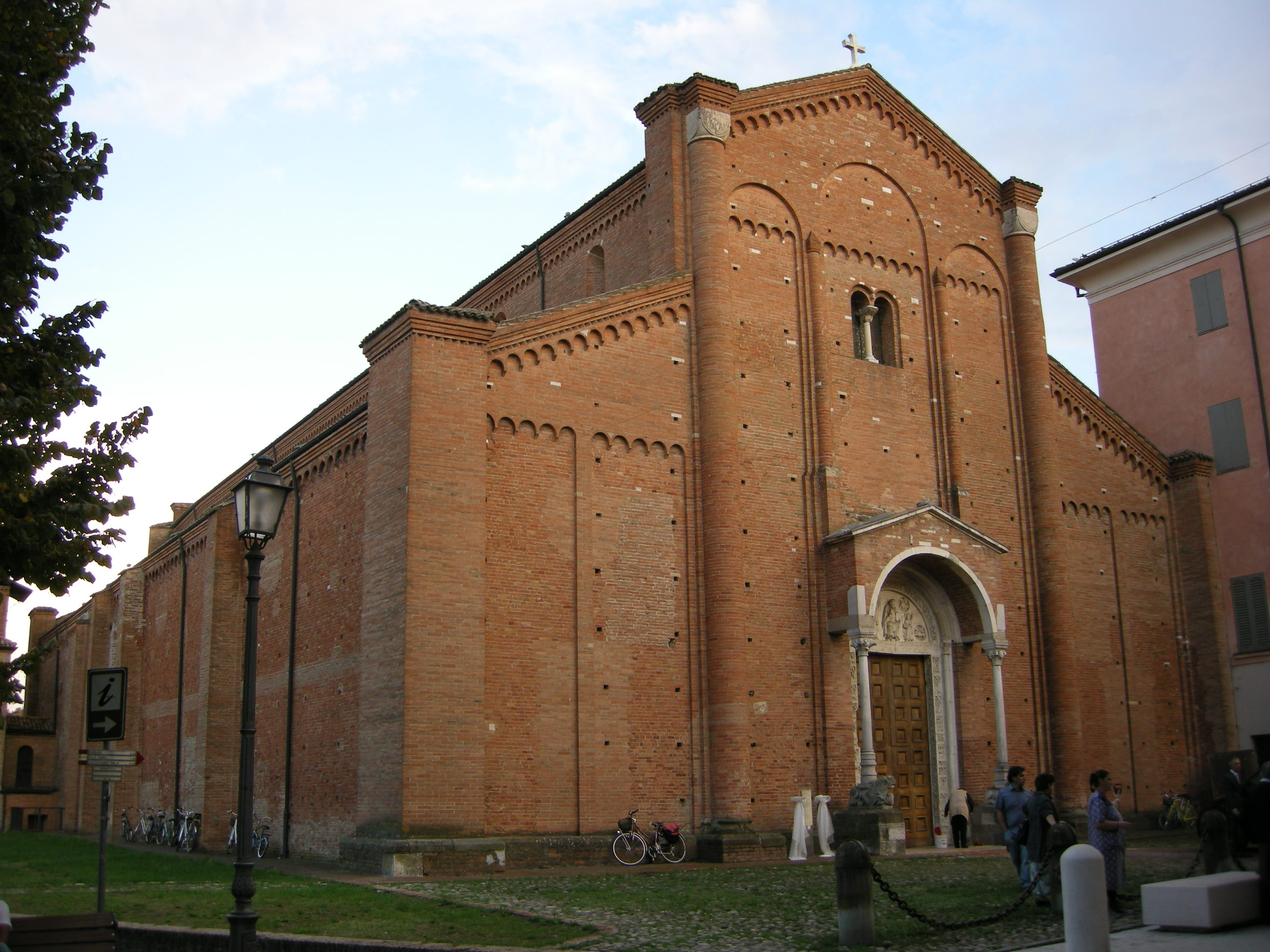
Abbazia di Nonantola

Secondo abate della Abbazia di Nonantola (Modena) è succeduto ad Anselmo I (abate dal 752 all'803). Sotto la sua guida, dal 804 al 824, il monastero acquistò ulteriore prestigio in ambito europeo e lo stesso abate, nell’813, fu incaricato da Carlo Magno di recarsi a Costantinopoli insieme all’arcivescovo di Treviri Amalario di Metz per un’ambasceria.
All'origine del tanto discusso quanto fortunato commento alla liturgia (Liber officialis) dell’arcivescovo di Treviri, e poi di Lione, viene chiamata in causa tradizionalmente l’insistenza di Pietro di Nonantola. Tale episodio va ricollegato alla comune esperienza che i due ebbero modo di vivere in Oriente. Nell'813 Amalario, insieme a Pietro di Nonantola, fa parte della legazione inviata da Carlo a Bisanzio presso Michele I, voluta per ratificare la pace tra i due regnanti. Il periodo è decisivo per la vita della chiesa greca: siamo alla fine dell’intermezzo iconodulo (787-815) e lo scoppio del secondo iconoclasmo (815-843). Di questo viaggio pur rimanendo una composizione in versi, dedicata da Amalario a Pietro di Nonantola, non si fa mai accenno ai problemi legati all’imminente scoppio della seconda crisi iconoclasta.
Nella lettera databile dopo l’814, che accompagna il Versus Marini di Amalario, si parla anche di un opuscolo, il De ritu baptizandi librum ad Carulum I, inviato a Pietro di Nonantola, in risposta ad una sua richiesta avanzata con lettera dello stesso anno.
In questa breve missiva l’abate Pietro, facendo appello allo spirito caritativo di Amalario, lo prega «affinché gli invii quel codice dell’esposizione, che, dettato dallo Spirito Santo, per sua generosità gli espose durante il viaggio in mare».
Di qualche interesse sono il gruppo di lettere nelle quali Pietro di Nonantola parla dei due opuscoli scritti durante la navigazione e la lettera a Ilduino di saint-Denys nel quale si fa riferimento alle consuetudini monastiche presso i Greci.